# Bendito do Natal (canção de Trás-os-Montes)
"Bendito do Natal"  é uma canção de Natal tradicional portuguesa originária da região de Trás-os-Montes..
Trata-se de um hino religioso tradicional cantado no Natal, desde 24 de dezembro até ao dia de Reis. Surge publicado em 1959 na publicação periódica Douro Litoral: boletim da Comissão Provincial de Etnografia e História O compositor português Fernando Lopes-Graça harmonizou este "Bendito", tendo-o utilizado como nono andamento da sua Segunda Cantata do Natal, terminada em 1961.
Lopes-Graça também harmonizou um outro "Bendito" tradicional com o nome "Bendito do Menino" com o qual por vezes se confunde mas que é totalmente distinto deste hino.

## Letra

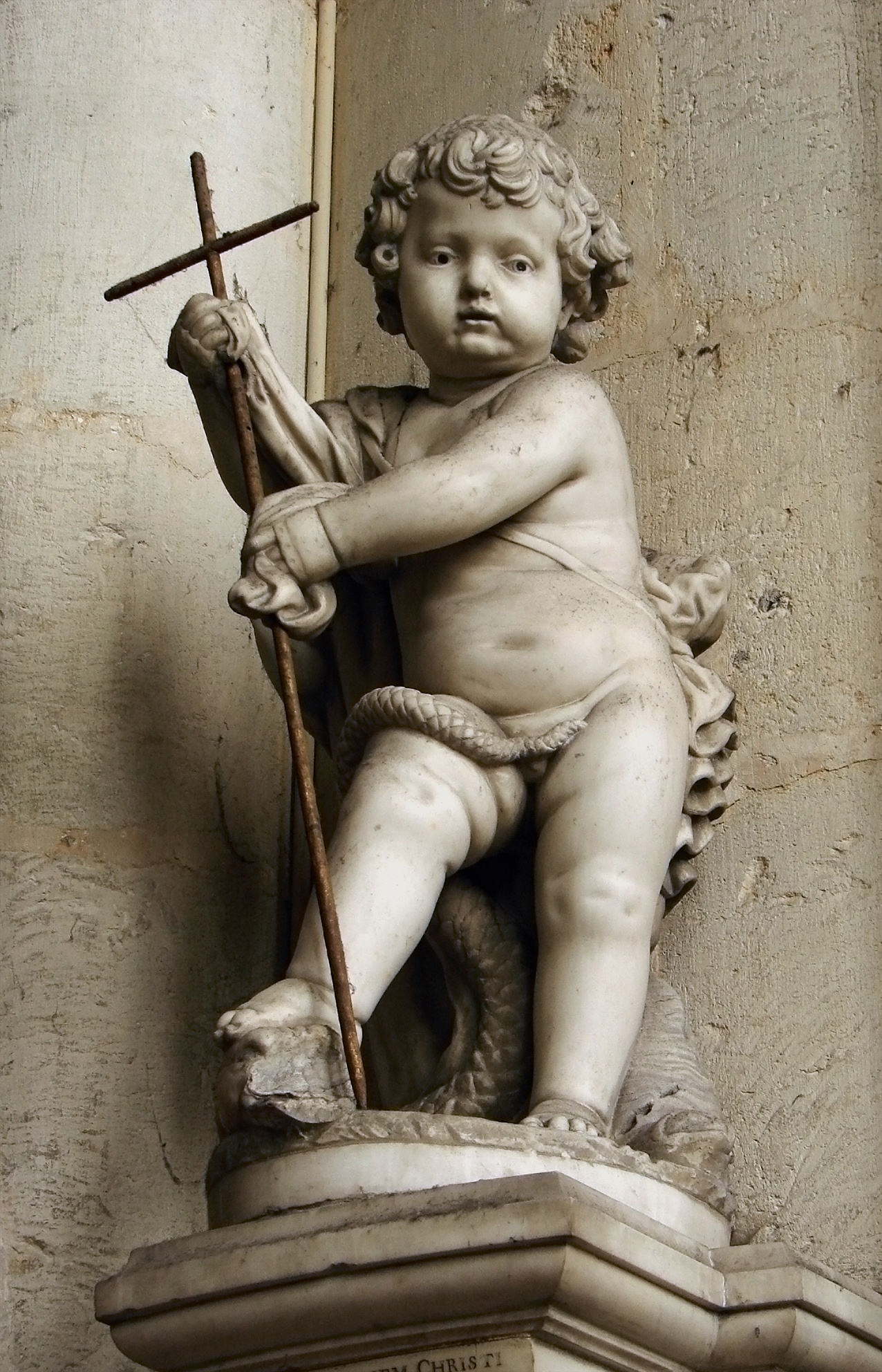
O Menino Jesus esmaga a Serpente (1705) na Catedral de Amiens.

A letra do hino começa com a expressão fixa "Bendito e louvado seja" e segue fazendo referência aos locais mais importantes da vida de Jesus: o "ventre da Virgem Maria", Belém, Rio Jordão e Jerusalém, louvando, respetivamente, a sua Encarnação, nascimento, batismo e crucificação. Se os três primeiros eventos são, de facto, celebrados durante o ciclo dos doze dias, tal não acontece com a morte de Jesus. A sua inclusão pode derivar da ideia/iconografia do "Menino Jesus Salvador do Mundo" ou "Menino Jesus com os símbolos da Paixão".

Bendito e louvado seja

O Menino de Deus nascido,

No ventre da Virgem Maria

Nove meses andêve escondido.

Bendito e louvado seja 

O Menino nascido em Belém,

Batizado no rio Jordão

E crucificado em Jerusalém.

Em Belém nascido e adorado, 

Para sempre seja louvado!

## Discografia
- 1964 — Fernando Lopes-Graça Second Christmas Cantata. Coro da Academia de Amadores de Música. Decca / Valentim de Carvalho. Faixa 9.
- 1979 — Fernando Lopes-Graça Segunda Cantata do Natal. Choral Phidellius. A Voz do Dono / Valentim de Carvalho. Faixa 9.
- 2012 — Fernando Lopes-Graça Obra Coral a capella  - Volume II. Lisboa Cantat. Numérica. Faixa 9.[1]